# 李姿瑩
李姿瑩，台灣學者，出生於高雄，研究閩南文化。中國大陸闽南师范大学文學院副教授，中国民俗学会会员、漳州市台联特邀理事，於2021年獲頒福建省青年五四獎章。她在閩師大教授「民間文學」、「小説創作」及「戲曲研習」等課程，著有《開漳聖王傳奇》及《保生大帝傳奇》等歌仔戲劇本，以及為抗疫歌曲《城市亮光》及《等待花開》作詞。

## 生平
李姿瑩就讀台灣國立成功大學博士班時，於2013年赴中國大陸福建省閩師大參加海峽兩岸青年閩南文化研習營，且結交了未來的丈夫，之後於2016年再次赴大陸廈門大學進行半年的博士生交流。
她於2018年從博士班應屆畢業，並透過福建省引進台灣高層次人才計畫任教於閩南師大，就職閩南師大期間教授「民間文學」、「小説創作」及「戲曲研習」等課程，研究也擴展至閩南戲曲的創新編導及閩南文創，且指導了表演歌仔戲的閩南師範大學戲曲協會，並創作《開漳聖王傳奇》及《保生大帝傳奇》等歌仔戲劇本。
此外，她在嚴重特殊傳染性肺炎中國大陸疫情期間為抗疫歌曲《城市亮光》及《等待花開》二曲作詞，並在2021年獲頒福建省青年五四獎章。